# 路易斯·利基
路易·西摩爾·巴澤特·利基（英語：Louis Seymour Bazett Leakey，1903年8月7日—1972年10月1日）是一位考古学家和人类学家，他对其妻子瑪麗·利基在坦桑尼亚奥杜瓦伊峡谷发现的175万年前的东非人头盖骨的叙述和分析，影响了人类演化理论。

## 生平
路易出生在肯尼亚，他的父母是英国的基督教传教士，从小与基库尤人生活在一起，后被剑桥大学录取，学习人类学。